# Anastasia mio fratello
Pour plus de détails, voir Fiche technique et Distribution.
Anastasia mio fratello est un film de mafieux italien réalisé par Steno et sorti en 1973.

## Synopsis
Don Salvatore Anastasia est un prêtre bon enfant du séminaire de sa ville natale de Tropea, en Calabre. Un jour, il reçoit par bateau un billet de son frère, qu'il n'a jamais rencontré, pour lui rendre visite à New York. À son arrivée en Amérique, il est reçu avec beaucoup de respect non seulement par son frère, mais aussi par la communauté italo-américaine de Little Italy. Enthousiasmé par cet accueil, il décide de rester comme vice-prêtre de la paroisse de Santa Lucia et de lui redonner son lustre d'antan.
Accompagné à New York, son nom de famille, Anastasia, impose le respect et, surtout, lui ouvre des portes jusque-là bloquées : son frère, en effet, est le célèbre chef mafieux Albert Anastasia. À la suite d'une course de chevaux clandestine, une enquête fédérale est ouverte et Albert, le frère de Don Salvatore, est enfermé au pénitencier de Sing Sing et condamné à 10 mois de prison pour fraude fiscale.
C'est le début de la chute de Don Salvatore, qui ne se relèvera que lorsque son frère sortira de prison, mais ce relèvement sera de courte durée car Albert mourra peu de temps après, assassiné dans un salon de coiffure. Don Salvatore, accablé par le chagrin de la perte de son frère, n'a d'autre choix que de s'embarquer, tristement, et de retourner en Italie.

## Fiche technique
- Titre italien : Anastasia mio fratello ou Anastasia mio fratello ovvero il presunto capo dell'Anonima Assassini[1],[2]
- Réalisateur : Steno
- Scénario : Alberto Sordi, Sergio Amidei, Alberto Bevilacqua d'après le livre homonyme de Salvatore Anastasio.
- Photographie : Sergio D'Offizi (it)
- Montage : Raimondo Crociani
- Musique : Piero Piccioni
- Décors : Piero Filippone
- Costumes : Bruna Parmesan (it)
- Production : Gianni Hecht Lucari (it)
- Société de production : Documento Film
- Société de distribution : Compagnia Edizioni Internazionali Artistiche Distribuzione (it) (CEIAD)
- Pays de production :  Italie
- Langue originale : italien
- Format : Couleurs par Eastmancolor - Son mono - 35 mm
- Durée : 122 minutes
- Genre : film de mafieux
- Dates de sortie :
  - Italie : 13 août 1973

## Distribution
- Alberto Sordi : don Salvatore Anastasia
- Richard Conte : Albert Anastasia
- Luciano Pigozzi : Pasquale
- Ugo Carboni : don Michele Trevisan
- Maria Tedeschi : Colomba Trevisan
- Edoardo Faieta : Sonny boy
- Umberto Travagli : Don Gennaro